# Alban Berg
Alban Berg (n. 9 februarie 1885, Viena - d. 24 decembrie 1935, Viena) a fost un muzician și compozitor austriac. Reprezintă școala muzicală vieneză atonală.

## Biografie
În copilărie a cântat la pian și a compus mici piese, fără să fi primit o educație muzicală.
Între 1904 și 1910 a fost, timp de 6 ani, discipolul lui Arnold Schönberg, căruia îi datorează educația muzicală. Împreună cu Anton Webern se găsește la originea unei mișcări de creație înnoitoare: Noua Școală din Viena. În această perioadă compune 7 frühe Lieder (7 cântece de tinerețe).
Sub influența lui Schönberg, limbajul său muzical a părăsit în 1909 funcțiile tonale clasice, pentru ca în 1926 să adopte scara dodecafonică. 
Creația sa se bazează pe tehnica dodecafonică (tehnica dodecafonică are ca principiu nerepetarea nici unui sunet - melodia fiind în gamă cromatică, adică mersul din semiton în semiton, această gamă având 12 sunete, spre deosebire de cealaltă care are 8 sunete, înainte ca celelalte să se fi epuizat armonic sau melodic).
Creația sa cuprinde operele Wozzeck, Lulu, Concertul pentru vioară și orchestră, Concertul pentru pian, vioară și alte 13 instrumente de suflat, Cvartet de coarde, Cinci lieduri pentru voce și orchestră etc.
- Wozzek: Subiectul primei opere care a aparținut lui Alban Berg, Wozzek, a fost inspirat din drama lui George Buchner. Subiectul operei este tragedia unui militar, luat în râs pentru că are un copil nebotezat și care devine criminal din gelozie.
- Lulu: Subiectul ultimei opere a compozitorului austriac a fost inspirat din mitul grecesc «Cutia Pandorei», în care este vorba despre o femeie curioasă care deschide cufărul în care erau închise toate viciile.

Berg face parte dintre compozitorii care au folosit sistemul dodecafonic în lucrările lor.